# Blaesoxipha matilei
Blaesoxipha matilei är en tvåvingeart som beskrevs av Leonide 1983. Blaesoxipha matilei ingår i släktet Blaesoxipha och familjen köttflugor.
Artens utbredningsområde är Frankrike. Inga underarter finns listade i Catalogue of Life.